# White Chalk
White Chalk är det åttonde studioinspelade albumet av PJ Harvey. Albumet släpptes den 24 september 2007.
Arbetet med det nya albumet påbörjades 2006 med producenterna Flood och John Parish, som också arbetade med hennes album To Bring You My Love och Is This Desire?. Andra medverkande på albumet är Eric Drew Feldman och Jim White från Dirty Three.
Den 10 juli 2007 släppte webbsidan Drowned in Sound den officiella låtlistan.
Första singeln från albumet var When Under Ether. Singeln spelades första gången på BBC 6 Music den 1 augusti klockan 13:00 lokal tid och släpptes den 17 september.

## Låtlista
1. "The Devil"
2. "Dear Darkness"
3. "Grow Grow Grow"
4. "When Under Ether"
5. "White Chalk"
6. "Broken Harp"
7. "Silence"
8. "To Talk to You"
9. "The Piano"
10. "Before Departure"
11. "The Mountain"